# Walter Horak
Walter Horak (Marchegg, 1931. június 1. – Bécs, 2019. december 24.) válogatott osztrák labdarúgócsatár.

## Pályafutása

### Klubcsapatban
1954 és 1959 között a Wiener Sport Club, 1959–60-ban a Wacker Wien, 1961-ben a Grazer AK, 1961–62-ben az Austria Wien, 1962-ben a francia FC Sochaux labdarúgója volt. Négy osztrák bajnoki címet nyert. Az 1957–58-as idényben bajnoki gólkirály lett.

### A válogatottban
1954 és 1960 között 13 alkalommal szerepelt az osztrák válogatottban és három gólt szerzett. Részt vett az 1958-as svédországi világbajnokságon.